# Barbasza
Barbasza – miasto w północnej Algierii, w prowincji Bidżaja.